# 프로스펙트 미라역 (칼루시스코 리시스카야선)
프로스펙트 미라 역(러시아어: Проспект Мира)은 모스크바 지하철 칼루시스코 리시스카야 선의 역이다. 1958년 5월 1일에 개장하였다.

## 환승
프로스펙트 미라 역에서는 콜체바야 선의 프로스펙트 미라 역으로 갈아탈 수 있다.

## 같이 보기
- (러시아어) metro.ru
- (러시아어) news.metro.ru